# Teobaldo di Ceccano
Teobaldo di Ceccano (né vers 1229 à Ceccano, dans l'actuelle région du  Latium, alors dans les États pontificaux et mort en 1279) est un cardinal italien  du XIIIe siècle. 
Il est un parent du cardinal Giordano Pironti (1262). Les autres cardinaux de la famille sont Gregorio Gaetani (1099), Giordano di Ceccano, O.Cist. (1188), Stefano di Ceccano, O.Cist. (1212) et   Annibaldo di Ceccano (1327). Di Ceccano est membre de l'ordre des cisterciens.

## Biographie
Teobaldo di Ceccano est abbé de l'abbaye de Fossanova, où le futur saint Thomas d'Aquin meurt en compagnie de di Ceccano. Il accompagne le apape  Grégoire X au IIe concile de Lyon en 1274.
Ce pape le crée cardinal lors d'un consistoire en  1275.